# Gilles Ciment
Pour les articles homonymes, voir Ciment (homonymie).
Compléments
- membre fondateur de l’Oubapo (Ouvroir de bande dessinée potentielle) en 1993
- membre fondateur du Festival du Film Francophone en 2008
- administrateur de Diversum

Gilles Ciment, né le 7 mars 1962 à Paris, est un théoricien du cinéma et de la bande dessinée français. Il est directeur adjoint de l'Établissement de communication et de production audiovisuelle de la Défense depuis mai 2016.

## Biographie
Gilles Ciment est né le 7 mars 1962 à Paris.

### Jeunesse
Son père, le critique de cinéma Michel Ciment, l'emmène très jeune à la Cinémathèque française, dans les projections de presse, les salles d’art et d’essai et de répertoire (notamment les studios Action, puis les Olympic) et les festivals de cinéma d’animation (Pula, Annecy). Les dimanches après-midi sont bercés par les lectures à haute voix de leurs articles par les rédacteurs de la revue Positif qui se réunissent au domicile des Ciment, tandis que les soirées dominicales sont invariablement consacrées à l’écoute du Masque et la Plume sur France Inter, émission à laquelle participe Michel Ciment.
Dans les années 1960, Positif, la revue animée par son père, était publiée par l’éditeur Éric Losfeld. Michel Ciment rapporte souvent de la librairie du Terrain vague les bandes dessinées qu'éditait alors Eric Losfeld (Barbarella de Forest, Valentina de Crepax, Lone Sloane 66 de Druillet, Pravda la Survireuse ou Les Aventures de Jodelle de Peellaert, Saga de Xam de Nicolas Devil) ou d’autres (Little Nemo de McCay chez Pierre Horay, l’anthologie Planète de la bande dessinée…). Ces lectures ont forgé le goût et l’intérêt de Gilles Ciment pour une certaine conception de la bande dessinée, dont il trouvera bientôt des échos dans les revues des années 1970 : Pilote, L'Écho des savanes, Métal hurlant, Fluide glacial, (À SUIVRE), BD magazine… Mais on ne trouve pas, à l'époque, sur ce domaine qui le passionne l’équivalent de ce que l'on connaît pour le cinéma : des lieux de conservation, de découverte et d’échanges, des revues critiques sérieuses, même si l'on peut encore trouver d'anciens numéros de Phénix, publié par la Société civile d'étude et de recherche des littératures dessinées (Socerlid), ou de Giff-Wiff, publié par le Centre d'études des littératures d'expression graphique (Celeg).

### Formation et débuts professionnels
Après avoir décroché un Bac C, il reste au Lycée Condorcet à Paris pour y intégrer son Hypokhâgne. Deux Khâgnes après, il est licencié en Histoire et en Anglais. Il rejoint le monde des livres et crée en 1983 la Bibliothèque du cinéma pour la ville de Paris, qu’il dirige jusqu'en 1991, tout en y animant des projections-débats, des cycles de conférences et en y montant de nombreuses expositions (elle deviendra Bibliothèque de cinéma François-Truffaut en s’installant au Forum des Halles en 2008).
Parallèlement, il a commencé à écrire sur la bande dessinée en 1984 dans Les Cahiers de la bande dessinée dirigés par Thierry Groensteen, puis dans divers ouvrages (Animaux en cases, L’Année de la bande dessinée, Little Nemo au pays de Winsor McCay…). Il commence également à écrire sur le cinéma (plus particulièrement le film d’animation) dans Positif à partir de 1986, et ne tarde pas à conjuguer ses deux centres d’intérêt en publiant en 1990 un ouvrage de référence sur Cinéma et bande dessinée.
Il est également, au cours des années 1989-90, conseiller scientifique pour le Centre national de la bande dessinée et de l'image qui se construit à Angoulême. Il commence en 1990 également à enseigner l’histoire du cinéma à Paris X - Nanterre, cours qu’il poursuit jusqu’en 1994, avant d'enseigner la technique et l'esthétique de la bande dessinée à l'Université Paris 1 Panthéon-Sorbonne de 1994 à 1999, à des étudiants en licence d'études cinématographiques, aux côtés de Bernard Trout et dans la continuité de l'enseignement de Francis Lacassin.

### De la Bibliothèque nationale de France au Forum des images
Il devient en 1991 chef de projet au Département de l'audiovisuel de la Bibliothèque de France en construction, chargé de la constitution des collections imprimées, de la valorisation des collections audiovisuelles et de l'interface avec les chantiers transversaux (système d’information, organisation et conditions de travail, aménagement des espaces publics, signalétique, pôles associés…). Après la fusion de l’établissement public constructeur avec la Bibliothèque nationale, et alors que la « trajectoire » du grand projet présidentiel atteint sa « cible », il quitte la Bibliothèque nationale de France et rejoint fin 1994 la Direction des relations extérieures de la Vidéothèque de Paris, qui ne tardera pas à devenir Forum des images. Chargé de développer les publics, il en réorganise la politique commerciale, entreprend des opérations de communication et des partenariats, tout en contribuant activement à la mise en place des Rencontres internationales.

### Du côté de MK2
Véronique Cayla, ancienne directrice de la Vidéothèque de Paris devenue directrice générale du groupe MK2, l’invite en octobre 1995 à rejoindre Marin Karmitz pour imaginer et mettre en place une politique d’action culturelle dans les salles 14 juillet, menacées par l’implantation du premier multiplexe parisien, l’UGC Ciné Cité Les Halles.
Gilles Ciment met en place de nombreux événements, introduit le court métrage en première partie de programme et dans des cartes blanches, lance une carte d’abonnement et un club. Il est bientôt nommé Directeur de la communication du groupe, auquel il donne alors une nouvelle identité graphique avec l’aide de Claude Maggiori. Il change également le nom des salles de cinéma, les salles 14 juillet devenant cinémas MK2 (on lui doit une campagne dont il confie les visuels au dessinateur Lewis Trondheim, ce qui leur vaut un Alph’Art de la communication au Festival international de la bande dessinée d'Angoulême). Il orchestre la célébration du 50e film de Claude Chabrol pour lancer Rien ne va plus, organise un colloque sur Krzysztof Kieslowski et coordonne l'édition du premier livre de photographies d’Abbas Kiarostami.
Il devient directeur général adjoint du groupe en 1998,,, chargé de la direction artistique, de la communication, du marketing et des ressources humaines. Il participe à la conception des complexes MK2 Quai de Seine et MK2 Bibliothèque.

### Chez Paradis Films
Il quitte le groupe MK2 pour rejoindre fin 1999 un nouveau groupe naissant, Paradis Films / Océan Films Distribution, afin d’y développer et produire des films asiatiques (In the Mood for Love, César du meilleur film étranger, et 2046 de Wong Kar-wai, Millennium Mambo et Three Times de Hou Hsiao-hsien, tous quatre en Compétition officielle au Festival de Cannes). Il lance le disque de la musique du film In the Mood for Love dont le succès lui vaut un double disque d’or. Il crée également le département d’édition DVD, dont il a la charge (45 titres édités, lancement des premiers "DVD concept" et réalisation du premier HD DVD français), ainsi que l’ensemble de l’activité Internet.

### Autres activités
Parallèlement, il poursuit sa réflexion sur le cinéma (en particulier l’animation) et la bande dessinée, qui le conduit à collaborer à de nombreuses publications critiques ou historiques – notamment Positif où il dirige de nombreux dossiers ; Les Cahiers de la bande dessinée, CinémAction, Neuvième Art dont il est membre du Comité de rédaction pendant onze ans avant d’en devenir directeur de la publication, etc. Il donne de nombreuses conférences et cours dans des institutions aussi diverses que l’École nationale des Ponts et Chaussées, HEC, la Fémis, l’Université d’Århus, l’INHA, le CNFPT, les Hôpitaux de Paris, l’Institut supérieur de management culturel, l’Institut multimédia, le CNCBP… ainsi que des communications dans de nombreux colloques, de Cerisy à Montréal, de Bruxelles à Angoulême.
Il dirige plusieurs livres, collabore à une cinquantaine d’ouvrages et assure le commissariat de plusieurs expositions. Expert auprès des Commissions d'avances sur recettes et d'aide au développement du CNC de 2007 à 2008, il siège de 2005 à 2008 à la commission Beaumarchais (SACD) pour les séries et spéciaux TV d’animation. Il participe également à de nombreux jurys de festivals (dont le Festival d'Angoulême 2008, le FICAM de Meknès 2013, l'ITFS de Stuttgart en 2015), est membre du Comité de sélection du Festival de Cannes de 1996 à 2001, chargé par Gilles Jacob de la sélection des courts métrages, et au CNC membre de la commission du Prix Qualité pour le court métrage (1996-1997, présidée par Pascale Ferran), de la Commission d’avance sur recette (3e collège, 2006-2007, présidée par Claude Durand) et du Comité d'experts de l'aide aux projets pour les nouveaux médias, le cinéma et la télévision (2007, présidé par Alain Le Diberder).
De 2004 à 2007, il est Président de la Maison des Auteurs, qui accueille en résidence à Angoulême dessinateurs, illustrateurs, réalisateurs d’animation et artistes multimédia, qu'il dote de moyens de communication et qu'il ouvre à l'international. Il est membre fondateur de l’Oubapo (Ouvroir de Bande dessinée Potentielle) en 1993 et du Festival du film francophone d'Angoulême en 2008. Pour un scénario de long métrage, il a été lauréat de la Fondation Beaumarchais en 2000, puis finaliste du Grand Prix du Meilleur Scénariste en 2004.
Suivant Wong Kar Wai qui quitte Paradis Films, il prend son indépendance en 2006 et crée la société Vous allez voir pour assurer des prestations de post-production et production exécutive cinéma et de réalisation de bonus DVD (notamment pour Studio Canal sur le film de Wong Kar Wai My Blueberry Nights), et développer des projets personnels, à commencer par la production de I travelled 9000 km to give it to you, le court métrage de Wong Kar Wai en hommage au cinéma, partie de Chacun son cinéma, film collectif pour le 60e anniversaire du Festival de Cannes.

### La Cité internationale de la bande dessinée et de l'image
En décembre 2007, il est nommé Directeur général de la Cité internationale de la bande dessinée et de l'image, établissement public qui réunit à Angoulême le musée de la bande dessinée (Musée de France), la bibliothèque de la bande dessinée (pôle associé de la Bibliothèque nationale de France), la Maison des Auteurs (résidence internationale d'artistes), un cinéma de deux salles d'art et essai et de recherche, une librairie de référence, un centre de soutien technique multimédia et une cafétéria.
Il commence par achever la rénovation et l'extension des salles de cinéma, conduire l'aménagement et l'ouverture du nouveau musée de la Bande dessinée dans un troisième bâtiment, créer la Table à dessin, brasserie panoramique, et le Chronoscaphe, espace de réception, met en place une identité visuelle imaginée par Étienne Robial, crée un portail Internet d'informations et de ressources avant de lancer la "Cité numérique", engage une politique de coproductions de grandes expositions (dont il assure souvent le commissariat général) et de coédition de catalogues et beaux livres (Prix de la Nuit du Livre 2010) et initie un certain nombre de grands projets culturels en partenariat avec de grandes institutions françaises et étrangères et de nombreux festivals. Son action est cependant entravée par le conflit historique entre l'institution et le festival d'Angoulême, dont il hérite mais qui s'accentue avec le développement de la Cité et l'arrivée de Franck Bondoux à la tête de la manifestation.
Le conseil d’administration le reconduit dans ses fonctions une première fois à l’unanimité en décembre 2010 puis une seconde fois en juillet 2013 pour un troisième mandat. Parce qu’il refuse de signer son nouveau contrat tant que la lettre de cadrage qui l’accompagne n’a pas été validée par le conseil d’administration, le président de l’EPCC Michel Boutant met unilatéralement fin à sa mission en mai 2014. Une forte mobilisation réunit en quelques jours plus de 1 300 signatures d’artistes et professionnels de la bande dessinée et du cinéma pour demander sa réintégration. Rétabli dans ses droits, il accepte un règlement négocié.

### Média Participations
En 2015, avec Marie-France Zumofen, Alain Lorfèvre et Jean-François Schneider, il mène pour le groupe Média Participations une réflexion sur le concept "Belgian Heroes". Pour cela, ils imaginent un cursus et une stratégie pédagogique, de nouvelles méthodes d’enseignement, un lieu, une dynamique de groupe, pour former à une nouvelle manière d’écrire et de créer à 360° au sein de "R/O Institute", l'émulateur de héros et univers transmédia qui ouvre en 2017 à Charleroi.

### L'ECPAD
En 2016, il est nommé directeur adjoint de l'Établissement de communication et de production audiovisuelle de la Défense (ECPAD), établissement public administratif sous tutelle du ministère des Armées, centre d’archives photographiques et audiovisuelles, de production audiovisuelle et de formation aux métiers de l'image bénéficiant du savoir-faire de ses 257 professionnels, militaires et civils. Chargé de la politique culturelle et audiovisuelle, il pilote le chantier de mise en œuvre d'une plateforme numérique (ImagesDéfense, ouverte en 2021) et la définition d'une nouvelle stratégie culturelle, pédagogique et scientifique et d'une nouvelle politique de rayonnement. Il lance notamment La Résidence au Fort, qui accueille artistes et chercheurs, et les activités ECPAD-XR (360°, réalité augmentée, serious game, réalité virtuelle, bande dessinée interactive...).

### Divers
À Angoulême, il est administrateur de 2008 à 2013 du Festival international de la bande dessinée et du Festival du Film francophone, et de 2008 à 2016 de l'association 16000 Images, élu vice-président en 2012 puis membre d'honneur en 2015. À Poitiers, il est administrateur de 2008 à 2014 de l'Espace Mendès France, centre de culture scientifique et technique régional.
En mai 2011, il est l’un des dix-huit signataires du manifeste pour l’économie mauve, « nouvelle alliance entre culture et économie », publié dans Le Monde.fr. Il est depuis 2013 membre du conseil d’administration de Diversum, association œuvrant au développement de l’économie mauve à l’échelle mondiale.
Il est depuis 2010 membre du comité scientifique de Comicalités (Université Paris-XIII). En 2011 il est membre du comité scientifique de l'étude sur la lecture de bandes dessinées menées par la Bibliothèque publique d'information du Centre Georges-Pompidou.
En 2016, il entre au jury du Prix Artémisia de la bande dessinée féminine, qu'il quitte en 2022. Il siège en 2017 au comité stratégique du Concours national de la résistance et de la déportation. La même année, il entre au jury du Prix cinématographique et audiovisuel de l'Armée de Terre Pierre Schoendoerffer. En 2021 il devient le premier président du jury des Galons de la BD, prix décerné par le ministère des Armées.
En 2018, il est élevé au grade de Commandant ad-honores de la Réserve Citoyenne, auprès du Gouverneur militaire de Paris.
Il est marié et père de deux garçons, Nemo et Ulysse.

## Décorations
- 14 juillet 2006[24] :  Chevalier de l'ordre des Arts et des Lettres
- 29 juin 2020[25] :  Officier de l'ordre des Arts et des Lettres

## Polémique
À l'occasion du Festival d'Angoulême 2009, en accord avec les organisateurs, il a interdit l'accès des mineurs non accompagnés à l'exposition des dessinateurs sud-africains du collectif Bitterkomix, qui présentait des images à caractère pornographique.

## Travaux
(mars 2019).

### Filmographie
Production
- Chacun son cinéma ou Ce petit coup au cœur quand la lumière s'éteint et que le film commence (film collectif célébrant les 60 ans du festival de Cannes) - segment "I Travelled 9000 km To Give It To You" (Wong Kar Wai, 2007)

Production exécutive
- Three Times (Hou Hsiao-hsien, 2005)
- 2046 (Wong Kar Wai, 2004)
- Millennium Mambo (Hou Hsiao-hsien, 2001)
- In the Mood for Love (Wong Kar Wai, 2000)

### DVD
Conception, édition et production
Principaux titres
Tous parus chez Océan Films Vidéo
- 2046
- Good Bye Lenin !
- In the Mood for Love
- Millennium Mambo
- Nos Meilleures Années
- Samsara

Autres titres
Tous parus chez Océan Films Vidéo
- Aux abois
- Blind Shaft
- Bulletin secret
- Buongiorno, notte
- Les Conséquences de l’amour
- Le Costume
- Les Démons à ma porte
- Le Domaine
- Don’t Come Knocking
- L’Été de Kikujiro
- Fast Food Fast Women
- La Fiancée syrienne
- Le Fils d’Elias
- Fish and Chips
- Gente di Roma
- Hijack Stories
- Historias minimas
- Land of Plenty
- Last Life in the Universe
- Luna Papa
- Le Mariage des Moussons
- Mes voisins les Yamada
- Mifune
- The Mission
- Moi, Peter Sellers
- Mon ami Machuca
- Monrak Transistor
- La Petite Jérusalem
- Le Pharmacien de garde
- Port Djema
- Printemps dans une petite ville
- Le Retour
- Le Soleil
- Le Sourire de ma mère
- Three Times
- Un cœur ailleurs
- Un jour de plus
- Voyage en famille
- The Warrior

Contribution aux bonus
- "2046" (The Jokers)
- Nos années sauvages (The Jokers)
- Coffret La Révolution Wong Kar Wai (ARP)
- Tatsumi - livret (CTV International)
- Les Cendres du temps Redux (ARP)
- My Blueberry Nights (StudioCanal)
- Jin-Roh ultimate (CTV)
- Chacun son cinéma collector (Studio Canal)
- As Tears Go By collector (CTV)
- Perfect Blue (HK Video / Metropolitan)
- Coffret Louise Brooks (Carlotta)

### Expositions
Commissariat général
- 1975-1997 : la bande dessinée fait sa révolution (commissariat : Jean-Baptiste Barbier - Landerneau / Angoulême, 2014).
- Nocturnes : le rêve dans la bande dessinée (commissariat : Thierry Groensteen - Angoulême / Marseille, 2013-2015).
- Spirou : un héros dynamique (commissariat : Jean-Pierre Mercier - Angoulême, 2013).
- Le musée privé d’Art Spiegelman (commissariat : Thierry Groensteen et Art Spiegelman - Angoulême, 2012).
- Mangapolis (commissariat : Xavier Guilbert et Jean-Philippe Martin - Poitiers / Angoulême, 2012).
- Une autre histoire : bande dessinée, l’œuvre peint (commissariat : Jean-Marc Thévenet et Marie-José Lorenzini - Angoulême, 2012).
- Parodies : la bande dessinée au second degré (commissariat : Thierry Groensteen - Angoulême / Istanbul / Mexico / Pavie, 2011-2013).
- L’Île aux pirates (commissariat : Jean-Pierre Mercier - Angoulême / Narbonne / Vitry-le-François, 2011-2012).
- Cent pour cent (Angoulême / Bilbao / Istanbul / Paris / Cuenca / Franconville / Changchun / Jiangxi / Wuchang / Guadalajara, 2010-2013).
- Loup y es-tu ? (Angoulême / Vichy / Taverny / Bernicourt / Poitiers, 2008-2010).

Conception et réalisation
- En résidence (avec Pili Muñoz, Maison des Auteurs, Angoulême, 2007).
- ArchéoGraphie (avec Pili Muñoz, Maison des Auteurs, Angoulême, 2007).
- Krzysztof Kieslowski (MK2 Quai de Seine, Paris, 1997).
- Les Métamorphoses du corps dans la bande dessinée (Maison populaire, Montreuil, 1990).
- Eisenstein dessinateur (La Bibliothèque du cinéma, Paris, 1990).
- My Name is Orson Welles (La Bibliothèque du cinéma, Paris, 1989).
- Les 400 couples de François Truffaut (La Bibliothèque du cinéma, Paris, 1988).
- Clic-Clap : cinq photographes et le cinéma (La Bibliothèque du cinéma, Paris, 1987).
- Le Réalisme poétique des années 30 (La Bibliothèque du cinéma, Paris, 1986).
- Le Cinéma français des années 40 (La Bibliothèque du cinéma, Paris, 1986).
- L'Affiche de cinéma (La Bibliothèque du cinéma, Paris, 1985).
- Le Festival de Cannes (La Bibliothèque du cinéma, Paris, 1984).
- À corps et actrices (La Bibliothèque du cinéma, Paris, 1984).

Conseil et documentation
- La Manufacture des images (La Maison des Auteurs, Angoulême, 2006).
- OuBaPo (CNBDI, Angoulême, 2005).
- Storyboard, le cinéma dessiné (Palais de Tokyo, Paris / CNBDI, Angoulême, 1992).